# Lokovica (Prevalje)
Lokovica is een plaats in Slovenië en maakt deel uit van de gemeente Prevalje in de NUTS-3-regio Koroška. De plaats telde 133 inwoners op 1 januari 2020.